# SC 프라이부르크
슈포르트-클루프 프라이부르크 e.V.(Sport-Club Freiburg e.V.)는 흔히 SC 프라이부르크(독일어: SC Freiburg ʔɛs ˈt͡seː ˈfʁaɪ̯bʊʁk[*])로 알려진 독일 바덴뷔르템베르크주 프라이부르크임브라이스가우를 연고로 하는 축구 클럽이다. SC 프라이부르크는 2009년의 1부 리그 승격 이래 분데스리가에 속해 있었다. 프라이부르크는 전통적으로 독일 축구 리그 시스템의 1부 리그와 2부리그를 오르락 내리락 거렸고, 이는 1990년대 팬들 사이에 "우리는 내려갔다, 올라갔다, UEFA컵으로 간다!" 구호가 유명해지는 계기가 되었다.
1954년을 기점으로, 클럽의 홈 구장은 마게 졸라 슈타디온이었다. 1991년부터 2007년까지 클럽의 감독을 역임했던 폴커 핀케는 독일 프로 축구 리그 역사상 가장 장수한 감독들 중 하나이다. 전 독일 축구 국가대표팀 감독 요아힘 뢰프는 SCF에 3번 들락날락 하며 252경기에 출전하여 81골을 득점하면서 클럽 역대 최고 득점자로 이름을 올리고 있다.

## 역사
클럽의 기원은 1904년에 창단된 두 클럽으로 거슬러 올라간다: 프라이부어거 푸스발페어라인 04 (Freiburger Fußballverein 04)는 그 해 3월에 창단되었고, FC 슈발베 프라이부르크 (FC Schwalbe Freiburg)는 그로부터 두 달 뒤에 창단되었다. 두 클럽은 몇 차례 이름이 개명되었고, 슈발베는 1905년에 FC 마즈 (FC Mars) 로 개칭되었고, 이 클럽은 1906년에 또다시 우니온 프라이부르크 (Union Freiburg) 로 바뀌었고, 1909년에는 FV 04 프라이부르크가 슈포르트페어라인 프라이부르크 04 (Sportverein Freiburg 04) 로 개칭되었다. 3년 후, SV와 우니온은 병합되어 슈포르트클루프 프라이부르크 (Sportclub Freiburg)를 창설하였고, 같은 시기에 그리핀 머리를 도입하였다.
1918년, 제1차 세계대전으로 국토가 황폐화되자, SC 프라이부르크는 KSG 프라이부르크 (KSG Freiburg)의 팀을 합치기 위해 프라이부르크 FC로 임시 재조직되었다. 이듬해, SC 프라이부르크는 FT 1844 프라이부르크 (FT 1844 Freiburg)의 축구 부서와 자진 합병하였고, 1928년에 독립하여 PSV 프라이부르크 1924 (Polizisportvereins (경찰클럽) Freiburg 1924) 와 경기장을 공유하였으나, 1930년에 PSV가 망하였다. SC 프라이부르크는 1938년에 FT 1844 프라이부르크와 다시 합병하였다. 1928년부터 클럽은 1부 리그인 베치어크스리가 바덴과 가울리가 바덴에 소속되었으나, 1934년에 강등당하였다.
제2차 세계 대전 종전 후, 연합군 점령국들은 축구와 스포츠 클럽들을 포함하여 독일에 존재하는 대부분의 조직을 해체시켰다. 클럽은 1년 후에 재건 허가를 받았으나, 과거 나치와의 연관을 없애기 위해 새 명칭이 필요하였다. SC 프라이부르크는 짧은 기간 동안 VfL 프라이부르크 (VfL Freiburg) 로 알려졌었다. 1950년까지, 프랑스 점령지의 고위 관계자들은 클럽의 구 명칭 사용을 허락하기에 이르렀다. 결국 1952년에 SC 프라이부르크와 FT 프라이부르크는 또다시 갈라졌다.
이 시기까지, 클럽의 역사는 약간의 성공만을 거두었다. 1930년대에 SC 프라이부르크는 베치어크스리가 (II) 에 속해있었고, 간간히 가울리가 바덴 (I) 에 소속되었으며, 몇 차례 지역 대회 우승을 거두었다. 제2차 세계 대전 이후, 원래 자리로 돌아와 아마토이어리가 쥐트바덴 (III) 에 소속되었다.
겨우 작은 클럽이었던 SC 프라이부르크는 경기에서의 팀 정신과 투쟁심으로 알려졌다. 이는 1978-79 시즌에 클럽을 2. 분데스리가 승격으로 이끌었고, 여기에서 15년을 지내던 프라이부르크는 1993-94 시즌에 폴커 핀케의 지도 하에 분데스리가 승격을 성사시켰다. 프라이부르크는 분데스리가 첫 시즌에 간신히 강등을 면하였다. 두 번째 시즌에 클럽은 1부 리그에서 인상적인 활약을 펼치며 이 시즌의 우승팀이 된 도르트문트와 겨우 3점차로 리그를 마감하였다. 이때가 바로 그들이 인상적인 플레이스타일로부터 영감을 받아 브라이스가우의 브라질인 (Breisgau-Brasilianer) 라는 별칭을 획득한 때이다.

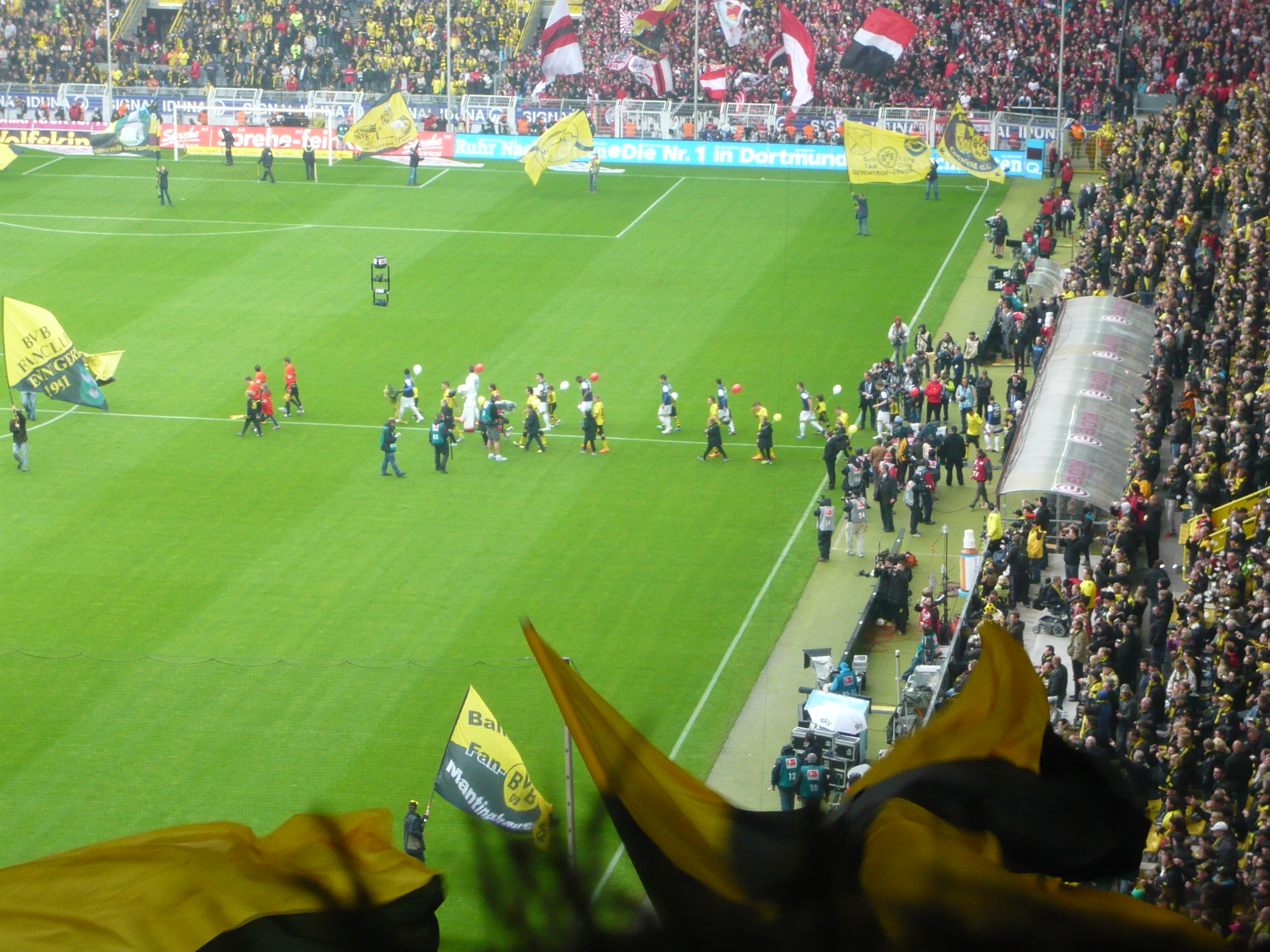
2012년 도르트문트전의 SC 프라이부르크

클럽이 거둔 최고의 성과는 1995년과 2001년에 UEFA컵에 진출한 것이었다.
1997년, SC 프라이부르크는 분데스리가를 17위로 마감하고 처음으로 강등당하였다. 클럽은 분데스리가에 첫 발을 들인 지 3번 강등되었으나, 이 중 2번을 1시즌 만에 승격하며 복귀하였다. 그러나, 가장 최근의 경우인 2005-06 시즌에는 1시즌 만의 승격을 실패하였다. 그로 인해, 프라이부르크는 1992년 이래 2시즌 연속으로 2. 분데스리가에 소속되었다.
프라이부르크는 2006-07 시즌의 분데스리가에서 뒤스부르크에 밀려 4위로 시즌을 마감하면서 3위까지 주어지는 자동 승격에 실패하였다. 이 시즌에 그들은 막판 16경기 중 12경기에서 승리하였다. 같은 시즌 DFB-포칼에서는 2006년 10월 24일에 볼프스부르크와의 2라운드에서 패하였다.
2007년 5월 20일, 폴커 핀케는 16년간의 프라이부르크 감독 임기 끝에 사임하였다. 그의 후임으로는 로빈 두트가 들어왔고, 그는 2011년에 레버쿠젠의 감독을 맡기 전까지 팀을 맡았다.
2009년 5월 10일, SC 프라이부르크는 코블렌츠와의 원정 경기를 5-2로 승리하며 또다시 분데스리가 승격에 성공하였다. 2011-12 시즌에 프라이부르크는 대부분 기간 동안에 강등권에 머물렀으나, 감독 교체로 전세를 역전시킨 클럽은 결국 리그를 12위로 마감하면서 생존하였다.
크리스티안 슈트라이히감독 하의 2012-13 시즌에, 클럽은 1994-95 시즌 이래 최고 성적인 5위를 기록하였다. 5위로 시즌을 마감한 클럽은 UEFA 유로파리그 2013-14 진출권을 획득하였는데, 이는 2001-02 시즌 이래 12년만이다. 프라이부르크는 비록 시즌 마지막 경기에 샬케 04를 꺾었으면 샬케를 제치고 클럽 역사상 처음으로 UEFA 챔피언스리그 진출권을 획득할 수 있었으나, 샬케 04에게 1-2로 패하면서 리그 4위를 샬케 04에게 내주었다. 대신 유로파리그 직행권을 획득하였다. 2012-13 시즌 동안, 프라이부르크는 클럽 역사상 최초로 DFB-포칼 준결승 진출을 이룩하였으나, 지역 라이벌인 VfB 슈투트가르트에게 1-2로 패하며 바이에른 뮌헨과의 결승전이 무산되었다.
그러나 2021-22 시즌 DFB-포칼 4강에서 함부르크 SV를 3-1로 꺾으면서 구단 역사상 최초로 DFB-포칼 결승 진출의 새 역사를 썼다.

### 리저브 팀
클럽은 리저브 팀은 이전에 SC 프라이부르크 아마토이레(SC Freiburg Amateure)로 알려진 SC 프라이부르크 II(SC Freiburg II) 로, 주로 하부 아마토이어 리그에 소속되어 있었다. 이 클럽은 4부 리그인 페어반츠리가 쥐트바덴에 1983년부터 1986년까지 3년간 소속되어 있었고, 1994년에 이 리그로 복귀하였다. 1998년, 팀은 페어반츠리가 우승을 거두면서 오버리가 바덴뷔르템베르크로 승격되었다. SC 프라이부르크 II는 이어지는 10년간 이 리그의 상위권 성적을 거두었고, 2012년에 새로 출범한 레기오날리가 쥐트베스트로 승격되었다. 첫 시즌에 이 리그를 7위로 마감한 팀은 2013-14 시즌에 준우승을 거두었다.

## 경기장

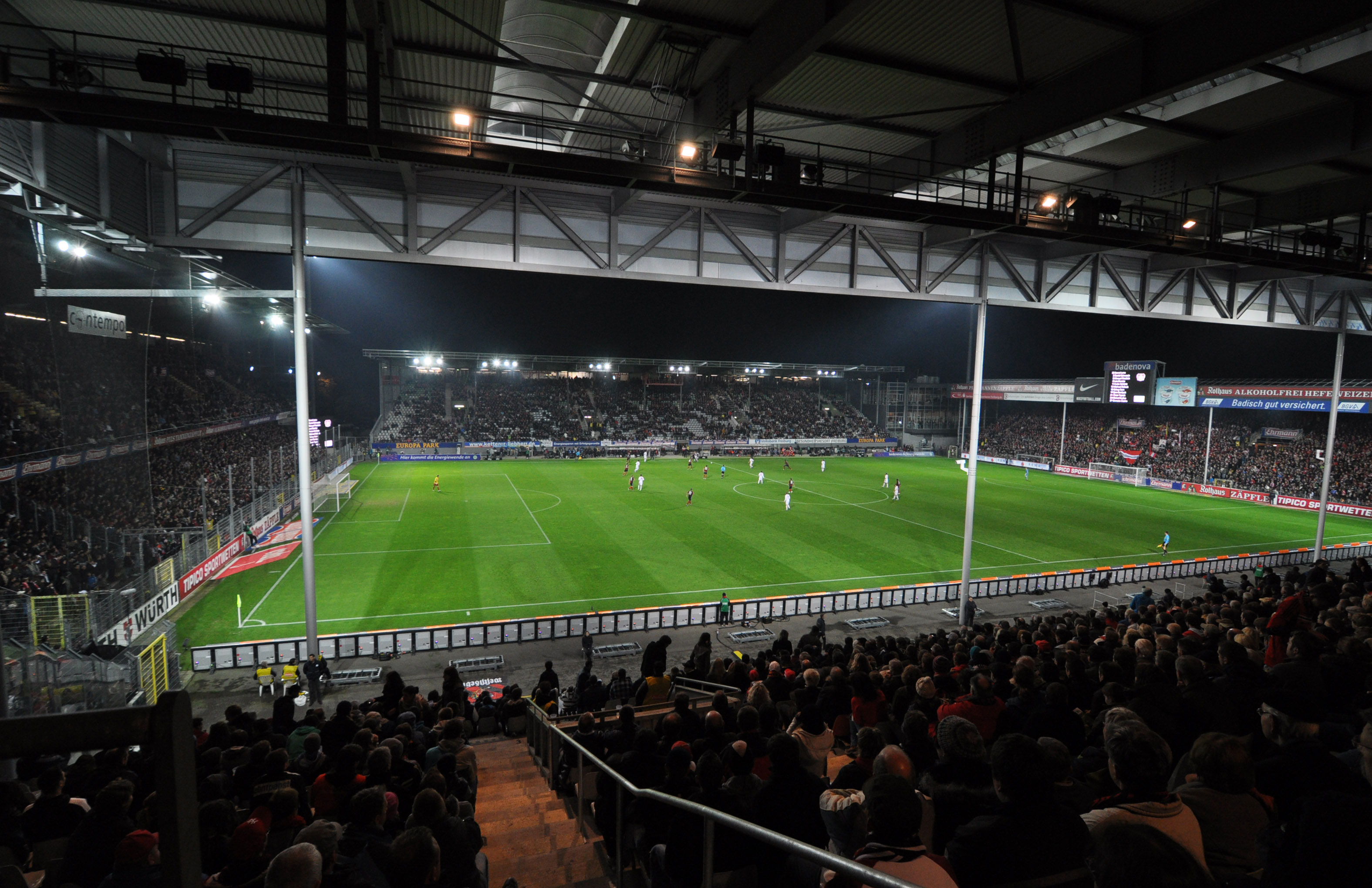
2011년에 촬영된 경기장 내부

SC 프라이부르크의 홈 구장은 드라이잠슈타디온으로 프라이부르크에 흐르는 드라이잠 강을 따 명명하였다. 스폰서십 계약에 따라, 현재 경기장은 마게 졸라 슈타디온 (Mage Solar Stadion)으로 알려져 있다. 이 경기장은 1953년에 건설되었고, 24,000명 정도의 관중을 수용할 수 있다. 40년 후, 당시 감독이었던 폴커 핀케는 드라이잠슈타디온을 독일 최초 태양 발전 축구장으로 탈바꿈하기 위한 계획을 시작하였다. 북쪽, 남쪽, 주 스탠드에는 태양 발전기가 설치되어 있다. 이 판들은 매년 250,000kWh의 에너지를 생산할 수 있다.
현재, 프라이부르크 시와 클럽은 신 구장을 건축할 것인지, 현 경기장을 리모델링 할 것인지에 대해 토론하고 있다.

## 유럽대항전 기록

### 경기
2013년 11월 기준.
| 시즌    | 대회            | 라운드  | 클럽            | 홈  | 원정 | 합계 |
| ------- | --------------- | ------- | --------------- | --- | ---- | ---- |
| 1995–96 | UEFA컵          | 1라운드 | 슬라비아 프라하 | 1–2 | 0–0  | 1–2  |
| 2001–02 | UEFA컵          | 1라운드 | 마타도르 푸호프 | 2–1 | 0–0  | 2–1  |
| 2001–02 | UEFA컵          | 2라운드 | 장크트갈렌      | 0–1 | 4–1  | 4–2  |
| 2001–02 | UEFA컵          | 3라운드 | 페예노르트      | 2–2 | 0–1  | 2–3  |
| 2013–14 | UEFA 유로파리그 | H조     | 세비야          | 0–2 | 0–2  | 3위  |
| 2013–14 | UEFA 유로파리그 | H조     | 에스토릴        | 1–1 | 0–0  | 3위  |
| 2013–14 | UEFA 유로파리그 | H조     | 슬로반 리베레츠 | 2–2 | 2–1  | 3위  |

### UEFA 클럽대항전 클럽 기록
2011년 6월 기준
- UEFA 클럽대항전 최다 점수차 승리: 2001년 11월 1일, 장크트갈렌 1-4 프라이부르크, 취리히
- UEFA 클럽대항전 최다 점수차 패배: 1995년 9월 12일, 프라이부르크 1-2 슬라비아 프라하, 프라이부르크
- UEFA 유로파리그 클럽 출전 횟수: 2
- UEFA 클럽대항전 최다 출전 선수: 안드레아스 차여 – 8경기 출전
- UEFA 클럽대항전 최다 득점자: 제바스티안 켈 – 2골

## 클럽 기록
- 최다 득점 선수- 요아힘 뢰프 (81골)[2]
- 분데스리가 최다 득점 선수- 파피스 시세 (37골)
- 최다 이적료 지출- 블라디미르 다리다 (€4M)[12]
- 최다 이적료 수입- 파피스 시세 (€12M)[13]
- 최연소 득점자- 마티아스 긴터 (18세 2일)[14]
- 최다 경기 출전- 안드레아스 차여 (435경기)
- SCF 상대 최다 득점 선수- 클라우디오 피사로 (17경기 14골)
- 최다 점수차 홈 승리: 1991년 8월 24일, 로트바이스 에르푸르트전 (6–1)
- 1. 분데스리가 최다 점수차 홈 승리: 2000년 12월 9일, 보훔전 (5–0)
- 최다 점수차 원정 승리: 1998년 4월 3일, 메펜전 (5–0)
- 1. 분데스리가 최다 점수차 원정 승리: 1994년 4월 23일, 슈투트가르트전 (4–0)
- 최다 점수차 홈 패배: 2003년 12월 16일, 바이에른 뮌헨전 (0–6)
- 1. 분데스리가 최다 점수차 홈 패배: 2003년 12월 16일, 바이에른 뮌헨전 (0–6)
- 최다 점수차 원정 패배: 2011년 9월 10일, 바이에른 뮌헨전 (0–7)
- 1. 분데스리가 최다 점수차 원정 패배: 2011년 9월 10일, 바이에른 뮌헨전 (0–7)

## 수상
클럽 수상 목록:
| 성인팀* - 2. 분데스리가 - 우승: (4) 1992–93, 2002–03, 2008–09, 2015-16 - 오버리가 바덴뷔르템베르크 - 우승: 1998‡ - 아마토이어리가 쥐트바덴 - 우승: (3) 1965, 1968, 1978 - 페어반츠리가 쥐트바덴 - 우승: 1998‡ - 쥐트바데니셔 포칼 - 우승: (3) 1975, 1978, 2001‡ - 준우승: 2005‡ - 트로페오 바이아 데 카르타헤나 - 우승: 1995 | 유소년팀* - U-19 분데스리가 - 우승: 2008 - U-19 푸스발-분데스리가 남부/남서부 - 우승: (2) 2005–06, 2008–09 - U-19 DFB-포칼 - 우승: (4) 2006, 2009, 2011, 2012 - 쿠보크 레프 야신 - 우승: 2011 |

‡ 리저브 팀이 획득

## 선수

### 현재 선수 명단
참고: FIFA 자격 규정에 따라 소속된 국가대표팀 국기를 표시합니다. 선수는 복수의 FIFA 비회원국 국적을 가지고 있을 수 있습니다.
| 번호 | 포지션 | 국적   | 이름                  |
| ---- | ------ | ------ | --------------------- |
| 1    | GK     |        | 노아 아투볼루         |
| 3    | DF     |        | 필립 린하르트         |
| 4    | DF     |        | 케네트 슈미트         |
| 5    | DF     |        | 마누엘 굴데           |
| 6    | MF     |        | 파트리크 오스터하게   |
| 7    | MF     |        | 노아 바이스하우트     |
| 8    | MF     |        | 막시밀리안 에게슈타인 |
| 9    | FW     |        | 루카스 횔러           |
| 11   | MF     | 가나   | 다니엘코피 체레       |
| 17   | DF     |        | 루카스 퀴블러         |
| 18   | FW     |        | 에렌 딩크치           |
| 20   | FW     |        | 주니오르 아다무       |
| 21   | GK     |        | 플로리안 뮐러         |
| 22   | MF     |        | 셜러이 롤런드         |
| 23   | MF     | 코소보 | 플로렌트 무슬리야     |

| 번호 | 포지션 | 국적 | 이름                   |
| ---- | ------ | ---- | ---------------------- |
| 24   | GK     |      | 야니크 후트            |
| 25   | DF     |      | 킬리안 실디야          |
| 26   | FW     |      | 막시밀리안 필리프      |
| 27   | MF     |      | 니콜라스 회플러        |
| 28   | DF     |      | 마티아스 긴터          |
| 30   | DF     |      | 크리스티안 귄터 (주장) |
| 32   | MF     |      | 빈첸초 그리포 (부주장) |
| 33   | DF     |      | 조르디 마켕고          |
| 34   | MF     |      | 메를린 뢸              |
| 37   | DF     |      | 막스 로젠펠더          |
| 38   | FW     |      | 미하엘 그레고리치      |
| 42   | MF     |      | 도안 리쓰              |
| 43   | DF     |      | 브루노 오그부스        |
| 44   | MF     |      | 요한 만잠비            |

### 임대 선수 명단
참고: FIFA 자격 규정에 따라 소속된 국가대표팀 국기를 표시합니다. 선수는 복수의 FIFA 비회원국 국적을 가지고 있을 수 있습니다.
| 번호 | 포지션 | 국적 | 이름                                     |
| ---- | ------ | ---- | ---------------------------------------- |
| —    | DF     |      | 로베르트 바그너 (FC 장크트파울리로 임대) |

| 번호 | 포지션 | 국적     | 이름                                        |
| ---- | ------ | -------- | ------------------------------------------- |
| —    | DF     | 튀르키예 | 베르카이 이을마즈 (1. FC 뉘른베르크로 임대) |

## 역대 감독
1946년부터 현재까지의 감독 목록:

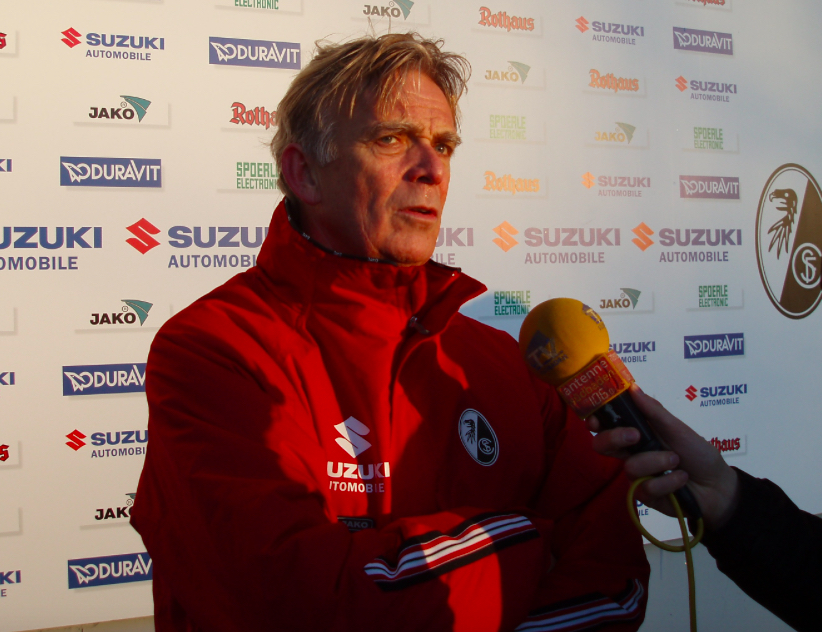
폴커 핀케, SCF 전 감독은 독일 축구 역사상 최장수 감독이다

| - 안드레아스 문케어트 (1946–1949) - 아어투어 마테스 (1949–1950) - 안드레아스 문케어트 (1950–1953) (2기) - 빌리 호어눙 (1953–1955) - 쿠어트 만쇼트 (195619–58) - 한스 로고브 (1960–1963) - 한스 파버 (1963–1964) - 한스 딜 (1964–1969) - 에트가 하일브루너 (1969–1972) - 만프레트 브리프 (1972년 7월 1일 – 1978년 9월 30일) - 하인츠 바스 (1978년 9월 30일 – 1979년 6월 30일) - 노어베어트 바그너 (1979년 7월 1일 – 1980년 6월 30일) - 유프 베커 (1980년 7월 1일 – 1981년 1월 24일) - 호어스트 치크 (1981년 1월 25일 – 1981년 6월 30일) - 루츠 한가어트너 (1981년 7월 1일 – 1982년 6월 30일) - 베르너 올크 (1982년 7월 1일 – 1983년 6월 30일) | - 프리츠 푸흐스 (1983년 7월 1일 – 1984년 6월 30일) - 안툰 루딘스키 (1984년 7월 1일 – 1986년 1월 1일) - 유프 베커 (1986년 1월 1일 – 1986년 3월 22일) (2기) - 호어스트 치크 (1986년 3월 23일 – 1986년 6월 30일) (2기) - 외르크 베어거 (1986년 7월 1일 – 1988년 12월 17일) - 프리츠 푸흐스 (1989년 1월 1일 – 1989년 4월 8일) (2기) - 우베 에레트 (1989년 4월 9일 – 1989년 6월 30일) - 로렌츠-귄터 쾨스트너 (1989년 7월 1일 – 1989년 8월 26일) - 우베 에레트 (1989년 8월 27일 – 1989년 11월 26일) (2기) - 베언트 호스 (1989년 12월 1일 – 1990년 6월 30일) - 에크하르트 크라우춘 (1990년 7월 1일 – 1991년 6월 30일) - 폴커 핀케 (1991년 7월 1일 – 2007년 5월 20일) - 로빈 두트 (2007년 6월 – 2011년 6월 30일) - 마어쿠스 조어흐 (2011년 7월 1일 – 2011년 12월 29일) - 크리스티안 슈트라이히 (2011년 12월 29일 – 2024년 6월 30일) |

## 최근 시즌
다음은 클럽의 최근 시즌별 성적이다:
| 시즌      | 리그          | 단계 | 순위   |
| --------- | ------------- | ---- | ------ |
| 1999–2000 | 분데스리가    | I    | 12위   |
| 2000–01   | 분데스리가    | I    | 6위    |
| 2001–02   | 분데스리가    | I    | 16위 ↓ |
| 2002–03   | 2. 분데스리가 | II   | 1위 ↑  |
| 2003–04   | 분데스리가    | I    | 13위   |
| 2004–05   | 분데스리가    | I    | 18위 ↓ |
| 2005–06   | 2. 분데스리가 | II   | 4위    |
| 2006–07   | 2. 분데스리가 | II   | 4위    |
| 2007–08   | 2. 분데스리가 | II   | 5위    |
| 2008–09   | 2. 분데스리가 | II   | 1위 ↑  |
| 2009–10   | 분데스리가    | I    | 14위   |
| 2010–11   | 분데스리가    | I    | 9위    |
| 2011–12   | 분데스리가    | I    | 12위   |
| 2012–13   | 분데스리가    | I    | 5위    |
| 2013–14   | 분데스리가    | I    | 14위   |

| 시즌      | 리그                      | 단계 | 순위  |
| --------- | ------------------------- | ---- | ----- |
| 1999–2000 | 오버리가 바덴뷔르템베르크 | IV   | 6위   |
| 2000–01   | 오버리가 바덴뷔르템베르크 | IV   | 6위   |
| 2001–02   | 오버리가 바덴뷔르템베르크 | IV   | 7위   |
| 2002–03   | 오버리가 바덴뷔르템베르크 | IV   | 3위   |
| 2003–04   | 오버리가 바덴뷔르템베르크 | IV   | 5위   |
| 2004–05   | 오버리가 바덴뷔르템베르크 | IV   | 4위   |
| 2005–06   | 오버리가 바덴뷔르템베르크 | IV   | 4위   |
| 2006–07   | 오버리가 바덴뷔르템베르크 | IV   | 7위   |
| 2007–08   | 오버리가 바덴뷔르템베르크 | IV   | 1위 ↑ |
| 2008–09   | 레기오날리가 쥐트         | IV   | 14위  |
| 2009–10   | 레기오날리가 쥐트         | IV   | 3위   |
| 2010–11   | 레기오날리가 쥐트         | IV   | 7위   |
| 2011–12   | 레기오날리가 쥐트         | IV   | 8위   |
| 2012–13   | 레기오날리가 쥐트베스트   | IV   | 7위   |
| 2013–14   | 레기오날리가 쥐트베스트   | IV   | 2위   |

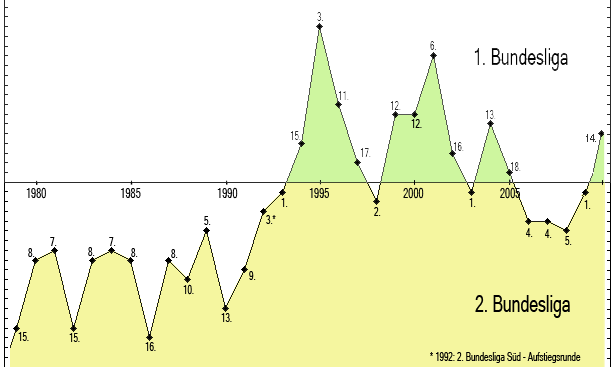
1978-79 시즌부터 2009-10 시즌까지의 성적 그래프

- 1994년 레기오날리가와 2008년 3. 리가가 2. 분데스리가 아래의 새 3부 리그로 도입되면서, 하부 리그는 한 단계씩 강등당했다. 2012년, 레기오날리가에 소속된 팀의 수가 바이에른 클럽들을 제외하고는 새로 출범한 레기오날리가 쥐트베스트로 들어가면서 레기오날리가 쥐트 클럽들 수는 3팀에서 5팀으로 증가하였다.

## 주요 회장
- 아힘 슈토커 † (1972–2009)